# Frei Rogério
Frei Rogério es un municipio brasileño del estado de Santa Catarina. Tiene una población estimada al 2021 de 1 918 habitantes.
De terreo suavemente ondulado, el municipio recibió migración de italianos, japoneses, polacos y alemanes tras la Segunda Guerra Mundial.

## Historia
El municipio lleva el nombre del Fraire Rogério Neuhaus, que vivió y fue protagonista en la región durante la Guerra del Contestado.
Localidad de tradición maderera como sus municipios vecinos, Frei Rogério pertenecía al distrito de Liberata, hoy Fraiburgo. En 1949, la localidad fue nombrada colonia y en 1957 pasó a distrito de Curitibanos bajo el nombre de Frei Rogério. Se emancipó el 20 de julio de 1995.